# MathWorld
MathWorld é uma enciclopédia matemática de referência, criada por Eric W. Weisstein, financiada e licenciada pela Wolfram Research Inc., empresa criadora do software de álgebra computacional Mathematica. A enciclopédia é também parcialmente financiada pela Fundação Nacional da Ciência dos Estados Unidos e pela Universidade de Illinois em Urbana-Champaign.

## História
Eric W. Weisstein, o criador da página, era um estudante de física e astronomia que se acostumou a tomar notas sobre as suas disciplinas de matemática. Em 1995 publicou essas notas em um website sob o título "Tesouro de Matemática de Eric", com uma centena de páginas e artigos abrangendo uma grande variedade de temas relacionados à matemática. A página popularizou-se por proporcionar ao público, gratuitamente, uma referência abrangente sobre temas relevantes, tendo o autor continuado a melhorar essas notas e a aceitar correções e comentários de seus leitores. Em 1998, Weisstein assinou um contrato com CRC Press, vindo o conteúdo do website a ser publicado em papel e em CD-ROM, com o título "Enciclopédia Concisa de Matemática do CRC". Na mesma época, os conteúdos no website, até então gratuitos, passaram a ser apenas parcialmente acessível ao público. Em 1999 o autor foi contratado pela Wolfram Research, que renomeou o Math Treasure Trove para MathWorld e mantido no website da companhia com livre acesso.

## Processo da CRC
Em 2000, a CRC Press processou a Wolfram Research Inc. (WRI), o presidente do WRI, Stephen Wolfram, e o autor Eric W. Weisstein, devido ao que eles consideraram uma quebra de contrato: que o conteúdo do MathWorld deveria permanecer apenas impresso. O site foi retirado do ar por uma liminar judicial.
O caso foi posteriormente resolvido fora do tribunal, com o WRI pagando uma quantia não especificada e cumprindo outras estipulações. Entre essas estipulações está a inclusão de um aviso de direitos autorais na parte inferior do site e amplos direitos para a CRC Press produzir MathWorld em forma de livro impresso. O site então se tornou mais uma vez disponível gratuitamente ao público.
Este caso fez uma onda de manchetes nos círculos de publicação online. O projeto PlanetMath foi resultado da indisponibilidade do MathWorld.